# راينهارد ماجر
راينهارد ماجر (بالألمانية: Reinhard Mager) هو لاعب كرة قدم ألماني في مركز حراسة المرمى، ولد في 2 مايو 1953 في Zimmern ob Rottweil ‏ في ألمانيا. لعب مع نادي بوخوم ونادي هرتا برلين.

## وصلات خارجية
- راينهارد ماجر على موقع قاعدة بيانات كرة القدم.إي يو (الإنجليزية)
- راينهارد ماجر على موقع بيانات كرة القدم. دي إي (الألمانية)